# Luiz Gustavo
Luiz Gustavo Dias, född 23 juli 1987 i Pindamonhangaba, även känd som Gustavo, är en brasiliansk fotbollsspelare som spelar som back eller defensiv mittfältare för saudiska Al Nassr. Tidigare har han spelat för bland annat Wolfsburg.

## Karriär
Den 2 september 2019 värvades Luiz Gustavo av Fenerbahçe, där han skrev på ett fyraårskontrakt. Den 24 juli 2022 värvades Luiz Gustavo av saudiska Al Nassr.